# John Milnor
John Milnor (20 de febrero de 1931) es un matemático estadounidense, conocido por sus trabajos en la topología diferencial y los sistemas dinámicos.

## Trabajo
Cuando aún era estudiante en la Universidad de Princeton demostró en 1950 un primer resultado de la teoría de los nudos, conocido como Teorema de Fary Milnor. En su tesina demostró un nuevo argumento de la teoría de los nudos, el grupo fundamental de un enlace. Trabajó luego en Princenton como docente.
Su más famoso resultado individual es la demostración en 1956 de la existencia de esferas 7-dimensionales con una estructura diferencial no estándar. Más tarde, en colaboración con Michel Kervaire, mostró que la 7-esfera tiene 15 estructuras diferenciables (28 si se considera la orientación). 
En 1961 Milnor refutó el Hauptvermutung mediante la muestra de dos complejos simpliciales los cuales son homeomorfos pero combinacionalmente distintos.

## Premios y distinciones
Por sus trabajos en la teoría de los nudos y más generalmente en la topología diferencial recibe la Medalla Fields en 1962, el Premio Wolf en 1989 y las tres modalidades del Premio Steele en 1982, 2004 y 2011.
Galardonado con el premio Abel 2011 por la Academia Noruega de las Ciencias y las Letras de Noruega en referencia a sus avances pioneros en topología, geometría y álgebra.